# 法蘭西的克洛德 (1499年—1524年)
克洛德·德·法蘭西（Claude de France，1499年10月13日—1524年7月20日），法國國王路易十二與第二任妻子布列塔尼的安妮的長女，從母親手上繼承了布列塔尼公國，其後成為法國國王法蘭西斯一世的王后（1514～1524）。

## 生平
克洛德出生於法國羅莫朗坦朗特奈。她的母親以聖克洛德來命名，因為她在朝聖途中因援引此聖人而得此女，安妮在兩段婚姻中前後懷孕14次，只有克洛德及次女蕾妮能成長至成人。
因為母親沒有生下兒子，布列塔尼公國應由克洛德繼承，但是法國王位卻因薩利克法的只傳男性的長子繼承制，克洛德不能約承王位，只好安排克洛德與假定王位繼承人瓦盧瓦公爵法蘭索瓦結婚從而保留布列塔尼公國在法蘭西王國內。法蘭索瓦一世在1504年取代了神聖羅馬帝國皇帝馬克西米利安一世之孫查理（即後來的查理五世），成為克洛德的未婚夫。1514年1月9日，王后布列塔尼的安妮逝世，克洛德成布列塔尼女公爵。同年5月18日，克洛德與法蘭索瓦在聖日門昂離舉行婚禮。結果確保了布列塔尼成為法蘭西王國而不是哈布斯堡家族的領地，也確保了他與查理五世的終生敵對關係。
1514年10月9日，路易十二與第三任妻子瑪麗·都鐸結婚，但是在翌年1月1日，路易十二逝世，並沒有留下男性子嗣，王位由法蘭索瓦繼承，克洛德亦成法國王后。
克洛德身材矮小而且受到脊柱側彎的影響因而駝背，與丈夫法蘭索瓦一世魁梧的運動家體形有強烈的對比。連續不斷的懷孕使她一直體形豐滿，令她在王庭被嘲弄。外國使臣指出她的“肥胖”、跛行及斜視影響了她的左眼、體形細小的及醜陋，但他們承認她擁有良好的素質。
1524年7月20日，克洛德於布盧瓦城堡逝世，享年24歲。她的確切死亡原因仍是受來源和史學家爭議。據稱，她死於分娩或流產。另一些人相信她死於生產後筋疲力竭或像她的母親般患有骨結核，更有說她是死於由她丈夫傳染的梅毒。死後，她被安葬在聖但尼聖殿。
布列塔尼公國由法蘭索瓦一世與克洛德所生的長子法蘭索瓦繼承，由法蘭索瓦一世為監護人。1536年，布列塔尼公爵法蘭索瓦三世逝世，他們的次子奧爾良公爵亨利二世繼承，直至1547年法蘭索瓦一世逝世後，亨利二世繼承王位，布列塔尼公國自始永久併入法國。